# 石淙河
石淙河，位于河南省登封市东部，是颍河上源左岸支流，因河水击石淙淙有声，故名，又称“龙渊河”、“勺河”、“平洛溪水”。石淙河发源于登封市东北太室山北麓的九龙潭，南流至告成镇双庙村注入颍河，全长35.7公里，流域面积156平方公里。多年平均年径流量2340万立方米。石淙河上游森林植被较好，水流清澈。然而在20世纪90年代起，沿河开发建设许多食疗加工场，污水直接排入河道，大量石粉砂石造成河水污染，淤积严重。另外石淙河河短流急，易发山洪。流域内旅游景点众多。